# شهرک شهید بهشتی (شوشتر)
شهرک شهید بهشتی یک شهرک در ایران است که در بخش مرکزی شهرستان شوشتر در استان خوزستان واقع شده‌است.

## جمعیت
این شهرک در دهستان سردارآباد قرار دارد و براساس سرشماری مرکز آمار ایران در سال ۱۳۸۵، جمعیت آن ۱٬۸۰۹ نفر (۳۹۹ خانوار) بوده‌است.